# Due imbroglioni e... mezzo! (film)
Due imbroglioni e... mezzo! è un film per la televisione diretto da Franco Amurri per Canale 5, con Claudio Bisio e Sabrina Ferilli nel ruolo di due ladruncoli.

## Trama
Gina e Lello sono due coniugi truffatori che si ritrovano, durante la messa a segno di un colpo sulla costiera amalfitana, a dover fare da baby sitter a un bambino di circa 10 anni, Nino. Il bambino, che si trovava nella macchina che i due hanno rubato, sfrutta la situazione del "rapito" a suo vantaggio, per tentare di far riappacificare i suoi genitori che stanno per separarsi. Lello e Gina, stando col piccolo, man mano si affezionano a lui, e tra i tre nascerà un rapporto di complicità che li porterà a vivere una serie di avventure compiendo più volte la loro truffa chiamata da loro: "il bidone dello svizzero". Questa vede Lello nella parte di un ricco svizzero produttore di cioccolata venuto in città per fare una donazione mentre Gina nella parte di una dottoressa amica di un notaio che dovrebbe aiutare il ricco svizzero a fare la donazione. Intanto un commissario di polizia, chiamato dai genitori di Nino, inseguirà i tre "fuggiaschi".
Lello e Gina truffano molta gente facendosi dare i soldi fingendo che servano come deposito garanzia con la scusa che chi lo fa avrà una parte maggiore della donazione accumulando così una grande somma di denaro. Mentre alloggiavano in un albergo di lusso per le loro attività due loschi individui, sentendo la storia del ricco svizzero, rapiscono Nino pensando che fosse il figlio del milionario, e chiedono loro un riscatto. I due truffatori decideranno di chiamare la polizia senza sapere che il commissario sta già venendo, e trovandoli non perde tempo e gli mette le manette, ma pensando che sono solo due intermediari li lascia in hotel sotto sorveglianza. Lello e Gina decidono di pagare il riscatto chiesto e liberare Nino. Riescono a far catturare i due rapitori e a liberare Nino ma finiscono in galera lo stesso. 6 mesi dopo, usciti di galera, vanno a trovare Nino e scoprono che i soldi presi ai rapitori prima del loro arresto e dati al bambino sono serviti da caparra per far aprire il ristorante al padre. I due truffatori decidono di cambiare vita e si trovano a lavorare come domestici per una ricca coppia francese.

## Produzione
Il film è stato girato nell'autunno 2006 col titolo Nino, che è il nome del piccolo protagonista, interpretato da Gianluca Grecchi. Solo poche settimane prima della messa in onda, è stato cambiato in quello definitivo.
Visto il buon successo ottenuto, il direttore di Canale 5 Massimo Donelli annunciò le riprese di 4 nuovi episodi della fiction, ognuno con una storia a sé stante, dal titolo omonimo, andati in onda dal 19 febbraio 2010.

## Dati d'ascolto
Il film TV, trasmesso per la prima volta su Canale 5 il 10 aprile 2007 ha avuto ottimi risultati d'ascolto: è stato infatti seguito da 6.949.000 spettatori (secondo i dati Auditel), con il 26,90% di share.

## Location
La maggior parte delle riprese sono state effettuate a Salerno e nella vicina costiera amalfitana (provincia di SA).